# Engraulis ringens
L'acciuga del Pacifico (Engraulis ringens (Jenyns, 1842)), conosciuta anche come acciuga cilena o acciuga peruviana, è un pesce osseo marino della famiglia Engraulidae, affine all'acciuga europea.

## Distribuzione e habitat
La specie è diffusa lungo le coste pacifiche dell'America Meridionale dall'Ecuador a nord all'isola di Chiloé in Cile. Raro nei mari delle isole Galápagos. La distribuzione della specie ricalca quella della corrente del Perù dal cui abbondante plancton la specie dipende per l'alimentazione, ed è variabile di anno in anno. È un animale pelagico che si trova di solito entro 80 km dalla costa. Popola acque superficiali fino a una profondità massima di 80 metri.

## Descrizione
E. ringens ha un aspetto molto simile a quello della comune acciuga europea e mediterranea con corpo allungato ed affusolato a sezione rotonda e muso sporgente. Il colore è argenteo con riflessi blu o verdastri lucenti. Le fasi giovanili hanno una fascia argentea brillante sui fianchi che scompare con lo sviluppo.
La taglia massima nota è di 20 cm, la taglia media è attorno a 14 cm.

## Biologia
La longevità massima non supera i 3 anni. Gregaria, forma banchi numerosi. Numerose colonie di uccelli e leoni marini, in particolare Otaria flavescens dipendono per l'alimentazione da questa specie.

### Alimentazione
Planctofaga, assume il nutrimento per filtrazione. Le diatomee costituiscono la base della sua dieta di cui arrivano a costituire il 98%.

### Riproduzione
Le uova sono ellittiche.

## Pesca
Si tratta di una delle specie ittiche più pescate a livello commerciale, sebbene con notevoli fluttuazioni annuali nel pescato. Nel 1971 sono state pescate 13.059.900 tonnellate ma da allora si è assistito ad un declino delle catture dovuto ad El Niño che si è interrotto solo negli anni novanta. Viene pescata soprattutto con reti da circuizione e, secondariamente, con reti a strascico. Perù e Cile sono gli stati che catturano la maggior quantità di E. ringens. Viene utilizzata soprattutto dall'industria per la produzione di farina di pesce e olio di pesce.

## Conservazione
Nonostante l'elevatissimo carico di pesca e le fluttuazioni numeriche dovute soprattutto a El Niño la specie non viene ritenuta a rischio di estinzione.